# Волшебники из Вэйверли Плэйс (сезон 3)
Третий сезон телесериала «Волшебники из Вэйверли Плэйс», демонстрируемый на канале Disney Channel с 9 октября 2009 по 15 октября 2010 года.
Сезон крутится вокруг детей Руссо: Алекс (Селена Гомес), братьев Джастина (Дэвид Генри) и Макса (Джейк Т. Остин) за право стать единственным волшебником в своей семье. Главные роли исполняют Мария Кэнелс-Баррера и Дэвид ДеЛуиз в роли родителей и Дженнифер Стоун в роли Харпер Финкл, лучшей подруги Алекс.
Среди приглашённых звёзд: Шон Уэйлен, Чотт Билл, Мойзес Ариас, Фред Уиллард, Бриджит Мендлер, Грегг Салкин, Остин Батлер, Хейли Кийоко, Белла Торн и Шакира.

## Производство
Сериал написан и отснят исполнительным продюсером Тоддом Дж. Гринуолдом после работы над первым сезоном сериала Ханна Монтана. Продюсерскими компаниями выступили It's a Laugh Productions and Disney Channel Original Productions. Начальная песня «Everything Is Not What It Seems», написанная Джоном Адэр и Стивом Хэмптоном, относится к техно-поп стилю. Её исполняет Селена Гомес. Сериал снимался в Hollywood Center Studios в Голливуде, штат Калифорния.

## Эпизоды
- Этот сезон состоит из 28 серий.

| № общий | № в сезоне | Название                                                    | Режиссёр        | Автор сценария                                        | Дата премьеры    | Произв. код | Зрители в США (млн) |
| --- | ---------- | ----------------------------------------------------------- | --------------- | ----------------------------------------------------- | ---------------- | ----------- | ------------------- |
| 52 | 1          | «Franken Girl» «Франкен крошка»                             | Боб Коэр        | Питер Муррьета                                        | 9 октября 2009   | 301         | 4.6                 |
| Джастин наколдовал девушку наподобие монстра Франкенштейна, чтобы та отомстила Алекс за то, что та она ворует вещи из комнаты Джастина. |            |                                                             |                 |                                                       |                  |             |                     |
| 53 | 2          | «Halloween» «Хэллоуин»                                      | Боб Коэр        | Тодд Дж. Гринуолд                                     | 16 октября 2009  | 302         | 4.5                 |
| Дом Руссо с привидениями был унылый каждый год, в основном потому, что Джастин настаивает на том, чтобы они сосредоточили внимание на безопасности, чтобы избежать "приведений" . Алекс затем идет в волшебный мир за приведением и получает трёх реальных призраков , после её отца заказов. Однако, это не так страшно достаточно, как в первый раз, Тереза думает, что они просто люди в масках. Алекс и Харпер вернулись в волшебный мир и получили самого страшного призрака из волшебного мира "Бабая" , чтобы напугать Джастина ночью. Бабай, пугает детей так сильно, что они бегут в дом. Г-н Эванс сразу же заявляет, что их дом с привидениями - слишком страшно. |            |                                                             |                 |                                                       |                  |             |                     |
| 54 | 3          | «Monster Hunter» «Охота на монстров»                        | Боб Коэр        | Ричард Гудман                                         | 23 октября 2009  | 303         | 4.3                 |
| Джастин изучил 5000 заклинаний и переходит на новый курс учёбы охота на монстров. Зная, что Джастин мог бы стать семейным волшебником, Алекс с помощью Харпер учиться. Между тем, Макс выполняет заклинание, которое отделяет его совесть от себя. Тогда, он совершает еще одно заклинание, и чтобы Джастин не справился со своим заданием поймать монстра совершая заклинание и все монстры разбежались по городу, хотя его совесть говорит ему, чтобы он не делал этого. Позже, Алекс, Макс и его совесть идут, помочь Джастину с монстрами и Алекс выполняет два заклинания, и спасает Джастина от монстров.                                                              |            |                                                             |                 |                                                       |                  |             |                     |
| 55 | 4          | «Three Monsters» «Три монстра»                              | Виктор Гонсалес | Джастин Варава                                        | 30 октября 2009  | 304         | 4.4                 |
| Джастин начинает свою Охоту на Монстров и чувствует, что существует три незарегистрированных монстров на Waverly Place. Забыв о том, что Джульетта и её семья живут там, он говорит Главе по отлову монстров, и они идут искать монстров. Осознав свою ошибку, Джастин пытается исправить её, пытаясь найти трёх других монстров. В конце концов, чудовище охотников отобрать Франкен крошку и робота Джастина. Между тем, Макс старается отделить себя от своей совести, потому что он думает, что он пытается украсть его мать. |            |                                                             |                 |                                                       |                  |             |                     |
| 56 | 5          | «Night at the Lazerama» «Ночь Лазерама»                     | Виктор Гонсалес | Питер Муррьета                                        | 6 ноября 2009    | 306         | 4.7                 |
| 57 | 6          | «Doll House» «Кукольный домик»                              | Джин Сагал      | Винс Чунг и Бен Монтанио                              | 20 ноября 2009   | 305         | 4.1                 |
| 58 | 7          | «Marathoner Harper» «Марафонный помощник»                   | Виктор Гонсалес | Винс Чунг и Бен Монтанио                              | 4 декабря 2009   | 307         | 4.2                 |
| 59 | 8          | «Alex Charms a Boy» «Алекс привораживает парня»             | Боб Коэр        | Питер Муррьета                                        | 15 января 2010   | 313         | 3.9                 |
| 60 | 9          | «Wizards vs. Werewolves» «Волшебники против оборотней»      | Виктор Гонсалес | Винс Чунг и Бен Монтанио Джиджи МакКрири и Перри Рейн | 22 января 2010   | 314 315     | 6.2                 |
| 61 | 10         | «Positive Alex» «Позитивная Алекс»                          | Виктор Гонсалес | Джиджи МакКрири и Перри Рейн                          | 26 февраля 2010  | 308         | 3.6                 |
| 62 | 11         | «Detention Election» «Джастин в центре внимания»            | Боб Коэр        | Джиджи МакКрири и Перри Рейн                          | 19 марта 2010    | 309         | 3.3                 |
| 63 | 12         | «Dude Looks Like Shakira» «Дядя Кэлбо как Шакира»           | Виктор Гонсалес | Питер Муррьета                                        | 16 апреля 2010   | 317         | 3.5                 |
| 64 | 13         | «Eat to the Beat» «Ешьте, чтобы биться»                     | Гай Дистад      | Ричард Гудман                                         | 30 апреля 2010   | 310         | 3.3                 |
| 65 | 14         | «Third Wheel» «Третье колесо»                               | Робби Кантримен | Джастин Варава                                        | 30 апреля 2010   | 311         | 3.6                 |
| 66 | 15         | «The Good, the Bad, and the Alex» «Хорошая, плохая и Алекс» | Виктор Гонсалес | Тодд Дж. Гринуолд                                     | 7 мая 2010       | 312         | 3.5                 |
| 67 | 16         | «Western Show» «Представление дикого запада»                | Боб Коэр        | Джастин Варава                                        | 14 мая 2010      | 316         | 3.5                 |
| 68 | 17         | «Alex's Logo» «Логотип Алекс»                               | Дэвид Делуиз    | Дэвид Генри                                           | 21 мая 2010      | 318         | 3.7                 |
| 69 | 18         | «Dad's Buggin' Out» «Папа сбегает»                          | Гай Дистад      | Тодд Дж. Гринуолд                                     | 4 июня 2010      | 319         | 3.4                 |
| 70 | 19         | «Max's Secret Girlfriend» «Тайная девушка Макса»            | Боб Коэр        | Джиджи МакКрири и Перри Рейн                          | 11 июня 2010     | 321         | 3.2                 |
| 71 | 20         | «Alex Russo, Matchmaker?» «Алекс Руссо — сводница?»         | Дэвид Делуиз    | Винс Чунг и Бен Монтанио                              | 2 июля 2010      | 322         | 3.3                 |
| 72 | 21         | «Delinquent Justin» «Правонарушитель Джастин»               | Мэри Лу Белли   | Джастин Варава                                        | 16 июля 2010     | 323         | 3.6                 |
| 73 | 22         | «Captain Jim Bob Sherwood» «Капитан Джим Боб Шервуд»        | Джин Сагал      | Ричард Гудман                                         | 23 июля 2010     | 320         | 3.6                 |
| 74 | 23         | «Wizards vs. Finkles» «Волшебники против Финклов»           | Виктор Гонсалес | Питер Дирксен                                         | 30 июля 2010     | 325         | 3.7                 |
| 75 | 24         | «All About You-Niverse» «Все про Алексленную»               | Боб Коэр        | Маркус Александр Харт                                 | 20 августа 2010  | 326         | 3.7                 |
| 76 | 25         | «Uncle Ernesto» «Дядя Эрнесто»                              | Боб Коэр        | Тодд Дж. Гринуолд                                     | 27 августа 2010  | 327         | 3.4                 |
| 77 | 26         | «Moving On» «Оставить прошлое позади»                       | Робби Кантримен | Питер Муррьета                                        | 10 сентября 2010 | 324         | 4.5                 |
| 78 | 27         | «Wizards Unleashed» «Волшебники на воле»                    | Виктор Гонсалес | Винс Чунг и Бен Монтанио Джастин Варава               | 1 октября 2010   | 328 329     | 4.8                 |
| 79 | 28         | «Wizards Exposed» «Волшебники разоблачены»                  | Боб Коэр        | Ричард Гудман                                         | 15 октября 2010  | 330         | 4.3                 |

## Русский дубляж

### Главные персонажи
- Алекс — Эльвира Ишмуратова
- Джастин — Андрей Лёвин
- Макс — Иван Чабан
- Тереза — Регина Щукина
- Джерри — Олег Куликович
- Харпер — Виктория Слуцкая

### Второстепенные персонажи
- Дин — Антон Денисов (22, 24)
- Джоуи — Глеб Гаврилов (22, 24)
- Мистер Ларитейт — Вадим Гущин (22)
- Зик — Иван Григорьев (22)
- Изабелла — Варвара Чабан (23)
- Лора — Марьяна Мокшина (24)